# San Andreas (Kalifornien)
San Andreas ist ein census-designated place (CDP) und zudem der County Seat des Calaveras County im US-Bundesstaat Kalifornien mit 2994 Einwohnern (Stand: 2020). Der als Goldgräbercamp entstandene Ort ist seit 1937 als Historical Landmark des Staates Kalifornien registriert.

## Bevölkerung
Im Jahr 2010 lebten in San Andreas 2.615 Personen. 74,4 % der Bewohner waren weiß. Das Medianeinkommen pro Haushalt wurde 2017 mit $42.714 im Jahr ermittelt (für Kalifornien wurde $71.805 angenommen), pro Kopf war das Einkommen $24.613. 17,9 % der Bewohner lebten 2017 unterhalb der Armutsgrenze.

## Geschichte
San Andreas entstand früh während des Goldrausches ab 1848 durch mexikanische Goldsucher. 1850 bestand der Ort aus über 1000 Zelten. Ein Jahr später wurde das erste feste Gebäude errichtet, genannt Bella Union. Bella Union wurde als Saloon, Spielhalle, Versammlungsraum und Gerichtsgebäude genutzt. Etwas nördlich des Ortes wurde 1852 der San Andreas Nugget gefunden. Der Name leitet sich von der ersten Kirche des Gebietes ab, einer 1853 errichteten, dem Heiligem Andreas geweihten, katholischen Holzkirche. Eine gewisse Bekanntheit erlangte der Ort auch durch die Banditen Black Bart und Joaquin Murieta. Die Ortschaft brannte 1858 und nochmal 1863 ab.
Den Goldgräbern folgten andere Unternehmen, von Geschäften und Banken auch schließlich Industrie wie die Calaveras Cement Company. Seit 1866 ist San Andreas Sitz der County-Verwaltung und des Gerichtes des County.